# David Ritschard
David Erik Ritschard, född 8 februari 1989 i Huddinge församling, Stockholms län, är en svensk musiker och låtskrivare.

## Biografi

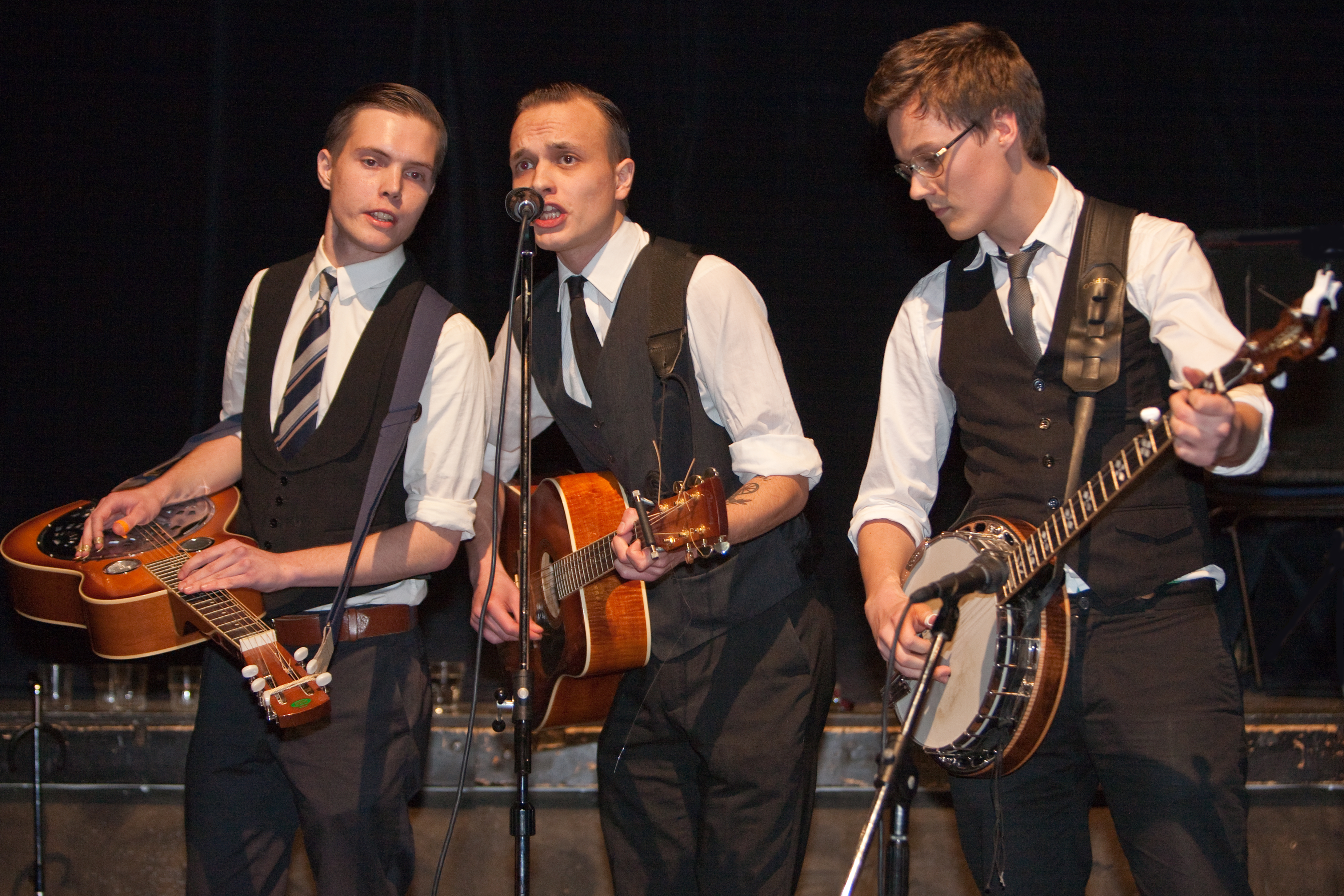
David Ritschard (mitten) på scen med Spinning Jennies, 2011.

Ritschard växte upp och bor fortfarande i Söderort. Han spelar med The Green Line Travelers och Spinning Jennies men gjorde solodebut med albumet Brobrännaren 2019. År 2020 släppte Ritschard singeln "Vi ses snart igen" tillsammans med Magnus Carlson. Låten är en hyllning till Hammarby IF och spreds snabbt bland föreningens supportar. Året därpå släpptes Ritschards andra fullängdsalbum Blåbärskungen. Efter att vid sidan av musiken arbetat i flera livsmedelsbutiker i Söderort och på Systembolaget på Södermalm bestämde han sig 2022 för att satsa helhjärtat på musiken.
Ritschard var gäst i Jills veranda, säsong 5, den 15 mars 2023 där han fick avbryta inspelningen på grund av en black out och söka vård. Ritschard var även med på säsongsavslutningen av Allsång på Skansen den 15 augusti 2023, där han kollapsade på scenen strax efter sitt framförande.
Han är gift med violinisten och riksspelmannen Agnes "Nalle" Odén.

## Diskografi

### Studioalbum
- 2019 – Brobrännaren
- 2021 – Blåbärskungen
- 2023 - Detta har hänt

### Singlar och EP-skivor
- 2018 – "När jag ser en bro"
- 2019 – "Kanske kunna leva (med mig själv)"
- 2019 – "Fånga gårdagen"
- 2019 – "Röd"
- 2020 – "Vi ses snart igen" (med Magnus Carlson)
- 2020 – "Getå" (med Rebecka Sandberg)
- 2020 – "Behöver en vinst / En dag blir man sjuk"
- 2021 – "När du reser dig"
- 2021 – "Än går det vågor" (med Frida Hyvönen)
- 2021 – "Sverigerocken"
- 2021 – "Sockenplan revisited"
- 2021 – "Hel och ren"
- 2022 – "Triumfera" (med Lisa Ekdahl)
- 2022 – "Rockbotten"
- 2022 – "Vid Roines strand"
- 2023 – "Duplantis Blues"
- 2024 – "Innan tystnaden tar vid"

## Filmografi
- 2024 – Jönssonligan kommer tillbaka

## Priser och utmärkelser
- 2020 – Robespierrepriset
- 2022 – Årets Singer/Songwriter, Manifestgalan
- 2022 – Sveriges åttonde bäst klädda man[9]
- 2022 – Spelmannen[10]